# Jerzy Rawa
Jerzy Rawa herbu Pilawa (zm. ok. 1667) – rotmistrz rajtarii, kapitan dragonii.
Pochodził ze Śląska z rodziny mieszczańskiej, która w XVII wieku osiedliła się w Prusach Książęcych. W 1652 został żołnierzem armii koronnej, w 1655 jest wzmiankowany jako kapitan lejtnant regimentu rajtarii pułkownika Teodora Leszkwanta. Następnie został rotmistrzem i dowódcą kompanii w regimencie rajtarskim Jerzego Lubomirskiego, regimentem tym dowodził później Franciszek Bieliński
.
Walczył ze Szwedami w okresie potopu oraz wziął udział w wojnie polsko-rosyjskiej. Od 1666 do 1667 był kapitanem i dowódcą kompanii w regimencie dragonii wojewody ruskiego Stanisława Jabłonowskiego.
28 kwietnia 1662 na sejmie, za zasługi wojenne dla Rzeczypospolitej, otrzymał indygenat, został adoptowany do herbu Pilawa. 
Zmarł po 1667, miał jednego syna Tomasza.